# A Nemzetközi Űrállomás 47. alaplegénysége
A Nemzetközi Űrállomás 47. alaplegénysége (expedíciója) hattagú alaplegénység, melyet két Szojuz űrhajó, a Szojuz TMA–19M és a Szojuz TMA–20M juttatott fel és hozott le a Földre. Az expedíció a Nemzetközi Űrállomás 46. alaplegénységének 2016. március 2-i, Szojuz TMA–18M űrhajóval történő visszatérésével kezdődött és a Szojuz TMA–19M űrhajó 2016. június 18-i visszatérésével fejeződött be.

## Személyzet
| Pozíció            | Első szakasz (2016. március)                                                                                                 | Második szakasz (2016. márciustól 2016. júniusig)                                                                             |
| ------------------ | --- | --- |
| parancsnok         | Timothy Kopra, NASA második űrrepülése fellövés: 2015. 12. 15., Szojuz TMA–19M visszatérés: 2016. 06. 18., Szojuz TMA–19M    | Timothy Kopra, NASA második űrrepülése fellövés: 2015. 12. 15., Szojuz TMA–19M visszatérés: 2016. 06. 18., Szojuz TMA–19M     |
| fedélzeti mérnök 1 | Tim Peake, ESA első űrrepülése fellövés: 2015. 12. 15., Szojuz TMA–19M visszatérés: 2016. 06. 18., Szojuz TMA–19M            | Tim Peake, ESA első űrrepülése fellövés: 2015. 12. 15., Szojuz TMA–19M visszatérés: 2016. 06. 18., Szojuz TMA–19M             |
| fedélzeti mérnök 2 | Jurij Malencsenko, RKA hatodik űrrepülése fellövés: 2015. 12. 15., Szojuz TMA–19M visszatérés: 2016. 06. 18., Szojuz TMA–19M | Jurij Malencsenko, RKA hatodik űrrepülése fellövés: 2015. 12. 15., Szojuz TMA–19M visszatérés: 2016. 06. 18., Szojuz TMA–19M  |
| fedélzeti mérnök 3 | | Alekszej Ovcsinyin, RKA első űrrepülése fellövés: 2016. 03. 18., Szojuz TMA–20M visszatérés: 2016. 09. 07., Szojuz TMA–20M    |
| fedélzeti mérnök 4 | | Oleg Szkripocska, RKA második űrrepülése fellövés: 2016. 03. 18., Szojuz TMA–20M visszatérés: 2016. 09. 07., Szojuz TMA–20M   |
| fedélzeti mérnök 5 | | Jeffrey Williams, NASA negyedik űrrepülése fellövés: 2016. 03. 18., Szojuz TMA–20M visszatérés: 2016. 09. 07., Szojuz TMA–20M |

ForrásSpacefacts